# Bernardino Lanzani
Bernardino Lanzani (San Colombano al Lambro, v. 1460 - Bobbio, env. 1530) est un peintre italien.

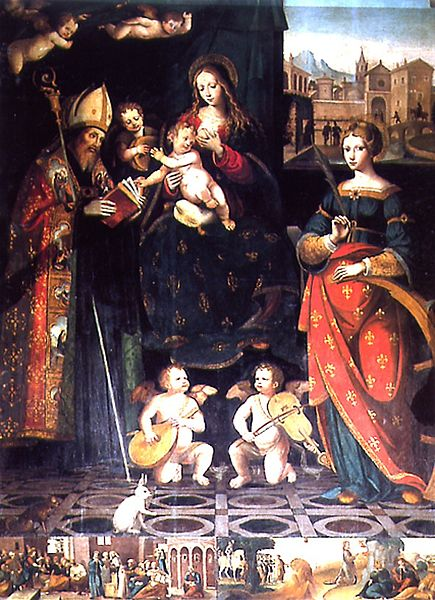
Vierge à l'Enfant et Saints, Abbaye de Bobbio.

## Biographie
Bernardino Lanzani est un suiveur d'Ambrogio Borgognone et auteur de nombreux tableaux et fresques. Sa présence est attestée par les écrits de moines bénédictins à Pavie d'abord puis à Bobbio où il a vécu jusqu'à sa mort survenue probablement vers 1530 après s'être marié à San Colombano qui lui a donné une fille.
La première information documentée concernant Bernardino Lanzani remonte à l'année 1490, en effet, le 13 décembre,  Bartolomeo Calco, secrétaire de Ludovic Sforza, Seigneur de Milan, écrit au podestat de  Castel San Giovanni afin « qu'il lui envoie de suite le maître Bernardino da San Colombano afin de décorer la salle du grand château ». 
À Pavie, Bernardino Lanzani réalise pour église Santa Maria del Carmine un triptyque à tempera sur bois représentant une Vierge à l'Enfant trônant entre les saints Augustin et Ambroise et en 1524, une fresque représentant la ville de Pavie, avec le pont couvert de Pavie pour la basilique San Teodoro.
Le 1er juin 1525 Bernardino Lanzani se trouve à Pieve Porto Morone dans la maison d'un certain Bartolomeo de Lossano, il se dispute avec l'occupant et celui-ci le frappe au visage à l'aide d'une tasse ; Bernardino se saisit d'un couteau de table et le blesse gravement au thorax et au bras. Quelques jours plus tard, ces blessures causent du de Lossano et Bernardino doit s'enfuir.
Par contumace, il est condamné à la peine de mort par décapitation, tous ses biens confisqués ainsi qu'à la capture sur tout le territoire du comté.
Dans un premier temps, Bernardino Lanzani se réfugie auprès des bénédictins de San Salvatore à Pavie. 
À l'automne 1526 il est à Bobbio où en octobre, il signe un contrat afin de décorer l'intérieur et extérieur de l'église (actuellement Abbaye de Bobbio) pour les bénédictins de San Giustina de Padoue.
Il n'existe actuellement aucune information le concernant à partir de 1527.

## Œuvres
Musée Fesch
- Sainte Catherine d'Alexandrie, tempera sur bois, 100 × 37,5 cm, MFA 852.1.953 ;
- Sainte Ursule, tempera sur bois, 98,5 × 38 cm, MFA 852.1.956 ;
- Sainte non identifiée, tempera sur bois, 99 × 37,5 cm, MFA 852.1.377 ;

Pavie
- Épisodes de la vie de l'abbé Mayeul de Cluny, début XVIe siècle, Basilique de Santissimo Salvatore ;
- fresques avec les docteurs de l'Église, les Évangélistes et les Prophètes dans la voûte de la travée devant l'autel de la Vierge et de l'Annonciation au-dessus de l'arc de la travée, 1508, Basilique San Michele Maggiore
- Vierge à l'Enfant trônant entre les saints Augustin et Ambroise (1515), triptyque, tempera sur bois, église Santa Maria del Carmine ;
- Fresque de Pavie (v. 1524), basilique San Teodoro ;
- Fresque avec le Pont couvert de Pavie (v. 1524) basilique San Teodoro ;

Bobbio
- Fresque de l'Abbaye San Colombano (1526-1530) ;
- Vierge à l'Enfant et saints, tempera sur bois (1526), Abbaye San Colombano ;
- Nativité, tempera sur toile (1526), Musée de l'Abbaye San Colombano.